# Fraunhofer-Institut für Materialfluss und Logistik
Das Fraunhofer-Institut für Materialfluss und Logistik (Fraunhofer IML) ist eine Einrichtung der Fraunhofer-Gesellschaft. Das im Jahr 1981 unter dem Namen Fraunhofer-Institut für Transporttechnik und Warendistribution ITW gegründete Institut hat seinen Sitz in Dortmund. Seine Aktivitäten sind der angewandten Forschung im Fach der Ingenieurwissenschaften mit der Ausrichtung Materialflusssysteme sowie dem Fach Logistik mit den Ausrichtungen Unternehmenslogistik, Verkehr und Umwelt zuzuordnen.

## Forschungsschwerpunkte
Das Institut ist in drei Bereiche aufgeteilt:

### Materialflusssysteme
Das Spektrum reicht hier von der Planung von Materialflusssystemen, über die Erstellung von Machbarkeitsstudien bis hin zur Produktion von Prototypen. Im „Demonstrationszentrum Materialfluss und Logistik“ durchlaufen Neuentwicklungen verschiedene Testphasen. In den Werkstätten und Labors des Instituts werden individuelle Lösungen und Produktentwicklungen erarbeitet. Die Umsetzung reicht dabei bis zum Sondermaschinenbau.

### Unternehmenslogistik
Die Gestaltung von Geschäftsprozessen in und zwischen Unternehmen ist eine Aufgabe dieses Bereichs. Zur Strukturierung, zur Lokalisierung ineffizienter Abläufe und zur Bestimmung von Kosten- und Leistungspotenzialen werden hierbei bewährte Methoden wie Prozesskettenmanagement und Simulationswerkzeuge eingesetzt. In diesem Rahmen greift das Fraunhofer IML auf eigene Entwicklungen und bewährte marktgängige Software zurück.

### Logistik, Verkehr und Umwelt
Mit Konzepten zur Kreislaufwirtschaft mit prozessintegrierten Vermeidungs- und Verwertungskonzepten sowie zur Demontage und Redistribution und des gesamten Informationsmanagements der Stoffströme und Ökobilanzierung unterstützt das Institut Unternehmen in ihrem Umweltmanagement. Verkehrslogistische Konzepte der Netzplanung, der Distribution und Disposition, unterstützt durch Telematiksysteme setzen die Verkehrslogistiker bei ihrer Arbeit ein.

Spezielle Flughafen- und Luftfrachtlösungen erarbeitet das „Projektzentrum Flughafen“ in Frankfurt. Touristik-Logistik und grenzüberschreitender Güterverkehr bilden die Aufgabenfelder des „Projektzentrums Verkehr, Mobilität und Umwelt“ in Prien am Chiemsee.

## Kooperationen und Initiativen
Das Fraunhofer IML kooperiert innerhalb und außerhalb der Fraunhofer-Gesellschaft mit einer Vielzahl von internationalen Wissenschaftseinrichtungen und Institutionen. Einige Vorhaben werden dabei maßgeblich vom Fraunhofer IML geführt.
Die Forschung rund um das „Internet der Dinge“ wird Fraunhofer-weit am Fraunhofer IML koordiniert. Auch die Geschäftsführung der FraunhoferAllianz Verkehr, in der 15 Fraunhofer-Institute ihre verkehrsrelevanten Kompetenzen bündeln, sitzt in Dortmund. Bei interdisziplinären Projekten kann das IML auf 28.000 Mitarbeiter in 74 Einrichtungen der Fraunhofer-Gesellschaft zurückgreifen.
Zudem wird die Weiterentwicklung und Ausgestaltung einer Social Networked Industry maßgeblich durch das Institut betrieben. Darüber hinaus werden im BMBF-Forschungsprojekt Innovationslabor Hybride Dienstleistungen in der Logistik technologische Innovationen mit einer humanzentrierten Perspektive entwickelt.
Mit der Technischen Universität Dortmund besteht eine Kooperation, die den Grundlagenforschungsbedarf des Fraunhofer IML abdeckt und durch die Doppelfunktionen der Institutsleiter (zugleich Lehrstuhlinhaber an der Universität) begünstigt wird. Eine weitere Kooperation besteht zudem mit der Europäischen Fernhochschule Hamburg (Euro-FH), mit der unter anderem der Bachelor-Studiengang Logistikmanagement entwickelt wurde und mit der ein fachlicher Austausch besteht.
Darüber hinaus ist das Fraunhofer IML ein wesentlicher Träger des Digital Hub Logistics, der Start-up-Initiativen Raum bietet, um digitale Produkte und Geschäftsmodelle zu entwickeln.
Neben Dortmund bestehen weitere Standorte in Hamburg, Frankfurt am Main und Prien am Chiemsee. In Prien und Frankfurt sind Projektzentren angesiedelt, in Hamburg ein als Abteilung geführtes Fraunhofer-Center für Maritime Logistik.
Das Fraunhofer IML gehörte im Jahr 2021 zu den Stiftern der Open Logistics Foundation, einer gemeinnützigen Stiftung, die Open-Source-Lösungen für Logistik und Supply-Chain-Management entwickelt und implementiert. Die Institutsleiter Alice Kirchheim und Michael Henke sind im Vorstand des Fördervereins bzw. des Kuratoriums der Stiftung aktiv.

## Silicon Economy
Mit dem Großforschungsprojekt Silicon Economy will das Fraunhofer IML als Gegenentwurf zum Silicon Valley einer dezentralen, föderalen und offenen Plattformökonomie in Deutschland und Europa zum Durchbruch verhelfen. Dazu arbeiten die beteiligten Wissenschaftler in agilen Entwicklungsprojekten an konkreten logistischen Problemlösungen, deren Basiskomponenten sie in Form von Hard- und Software über eine Open-Source-Plattform zur freien Nutzung zur Verfügung stellen. Das Bundesministerium für Verkehr und digitale Infrastruktur (BMVI) fördert das Projekt über einen Zeitraum von drei Jahren mit über 25 Millionen Euro. Projektpartner sind neben dem Fraunhofer IML auch das Fraunhofer-Institut für Software- und Systemtechnik ISST und die Technische Universität Dortmund.

## Infrastruktur
Im Fraunhofer IML arbeiteten im Jahr 2023 rund 470 Mitarbeiter. Der Betriebshaushalt im Geschäftsjahr 2019 lag bei 54,9 Millionen Euro.
Das Institut wird von Institutsleiterin Alice Kirchheim und den Institutsleitern Michael Henke (interimsweise geschäftsführend) und Uwe Clausen, geleitet, die alle auch Lehrstühle an der Technischen Universität Dortmund innehaben.

## Belege
1. ↑  Jahresbericht 2019 (PDF; 6,45 MB), Seite 11
2. ↑  Die Institutsleitung
3. ↑   (PDF; 6,45 MB), Seite 15
4. ↑  Chronik der Fraunhofer-Gesellschaft, auf fraunhofer.de
5. ↑  Siehe auch Materialflussanalyse
6. ↑  Siehe auch: Stoffstromanalyse
7. ↑  Lehrmaterialien für den Fernstudiengang Logistikmanagement der Euro-FH. Abgerufen am 31. Dezember 2017.
8. ↑  Digital.Hub Logistics, auf iml.fraunhofer.de, abgerufen am 6. März 2021
9. ↑  Open Logistics Foundation gegründet. In: trans.info. Trans.INFO Sp. z o.o., 28. Oktober 2021, abgerufen am 20. März 2025.
10. ↑  Michael Henke und Alice Kirchheim neu in Kuratorium und Vereinsvorstand der Open Logistics Foundation. In: Open Logistics Foundation. Stiftung Open Logistics Foundation, 8. Oktober 2021, abgerufen am 20. März 2025.
11. ↑  Jahresbericht 2023 (PDF; 14 MB), Seite 13
12. ↑  Institutsleitung - Fraunhofer IML. Abgerufen am 7. April 2024.

Koordinaten: 51° 29′ 37,44″ N, 7° 24′ 27,38″ O